# De karniske Alper
De karniske Alper (tysk:Karnische Alpen, italiensk:Alps Cjargnelis)
er  en del af Alperne og ligger som en bjergkæde på grænsen mellem Øst-Tyrol, Kärnten og Friuli i Østrig og Italien.  Bjergkæden er en del af de Sydlige Kalkalper og strækker sig omkring 100 km fra øst til vest mellem floderne Drava, Gail og Tagliamento. Kæden danner på en strækning grænsen mellem Østrig og Italien. Det højeste bjerg er Hohe Warte på 2.780 meter. 
Bjergkæden er opkaldt efter den romerske provins Carnia, som antagelig havde en keltisk oprindelse.
Bjergene har givet navn til den geologiske tidsperiode i Trias som kaldes carnien.
De vigtigste bjergtoppe er: 
| Hohe Warte / Monte Coglians   | 2.780 moh. |
| Kellerwand                    | 2.775 moh. |
| Cima dei Preti                | 2.703 moh. |
| Hochweißstein / Monte Peralba | 2.691 moh. |
| Monte Cridola                 | 2.581 moh. |
| Monte Cavallo                 | 2.251 moh. |
| Dobratsch/Dobrac              | 2.170 moh. |

De vigtigste bjergpas er: 
| Oefnerjoch (Forno Avoltri til St. Lorenzen Gail-dalen), gangsti | 2301 moh. |
| Wolayerpasset (samme til Mauthen), gangsti                      | 1922 moh. |
| Naßfeldpasset (Pontebba til Tröpolach), gangsti                 | 1552 moh. |
| Plöckenpasset (Tolmezzo til Mauthen), ridesti                   | 1360 moh. |